# Hop Along
Hop Along — американський інді-рок гурт із Філадельфії, штат Пенсільванія, раніше відомий як Hop Along, Queen Ansleis.

## Історія
Гурт Hop Along був створений як акустичний фрік-фолк сольний проєкт під назвою Hop Along, Queen Ansleis у 2004 році, під час останнього року навчання Френсіс Квінлан у середній школі. Влітку 2005 року Квінлан випустила свій дебютний альбом «Freshman Year».
Кілька років Hop Along, Queen Ansleis існував як сольний проєкт Френсіс Квінлан, оскільки вона відточувала свій стиль. Квінлан розповідає: «Я б позаздрила [повним ансамблям], тому що я думала, що гурт за своєю суттю несе більше енергії, ніж людина, яка виконує соло. Я думаю, ви можете сперечатися з цим, але коли Я грала сама, це була просто необхідність. Я хотіла грати, але я просто не могла зібрати гурт. Я хотіла писати і не хотіла нікого чекати».
Через три роки після виходу першого альбому Квінлан, до проєкту приєднався її брат Марк барабанщиком, а у 2009 році до проєкту приєднався басист Тайлер Лонг. Таким чином утворилось тріо і назву проєкту було скорочено до Hop Along.
Першим релізом гурту став мініальбом Wretches, який вийшов у 2009 році.
5 травня 2012 року гурт випустив другий повноформатний альбом Get Disowned. Альбом отримав схвальні відгуки у незалежній музичній пресі. Квінлан сказала, що вони хотіли, щоб альбом був продюсований другом. Продюсером гурт запросив Джо Рейнхарта з гурту Algernon Cadwallader, з яким Квінлан познайомилась під час підвального концерту у Філадельфії. Пізніше Райнхарт був доданий до складу гурту як соло-гітарист.
У жовтні 2014 року гурт Hop Along підписав контракт з інді-рок лейблом Saddle Creek Records.
4 травня 2015 року гурт випустив третій повноформатний альбом Painted Shut.
22 січня 2018 року було оприлюднено назву та трек-лист четвертого повноформатного альбому гурту.
Головний сингл «How Simple» з'явився на сайтах потокового передавання наступного дня після того, як поштою було надіслано вінілову платівку.
Альбом з дев'яти треків «Bark Your Head Off, Dog» був випущений 6 квітня 2018 року. Його записали Джо Рейнхарт і Кайл Пуллі (Kyle Pulley) на рекорд-студії Headroom Studios.

## Учасники гурту
Поточні
- Френсіс Куінлан (Frances Quinlan) — вокал, гітара (2005 — теперішній час)
- Марк Куінлан (Mark Quinlan) — барабани (2009 — теперішній час)
- Тайлер Лонг (Tyler Long) — бас (2009 — теперішній час)
- Джо Рейнхарт (Joe Reinhart) — гітара (2012 — теперішній час)

Колишні
- Домінік Анджелла (Dominic Angelella) — гітара (2012)[15]
- Peter Helmis (Peter Helmis) — оформлення альбому (2012)
- Джекі Саллі (Jacki Sulley) — гітара, клавішні[16]

## Дискографія

### Альбоми
- Freshman Year (as Hop Along, Queen Ansleis) (2005)
- Get Disowned (2012)
- Painted Shut (2015)
- Bark Your Head Off, Dog (2018)

### Мініальбом
- Songs of The Sea (as Hop Along, Queen Ansleis) (2004)[15]
- Is Something Wrong? (as Hop Along, Queen Ansleis) (2009)
- Wretches (2009)